# Grantha-Schrift

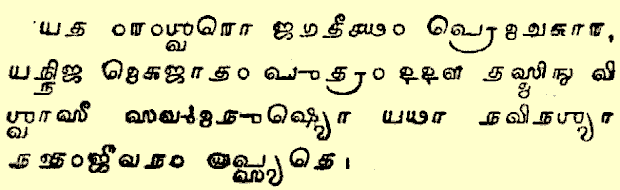
Ausschnitt aus einer Sanskrit-sprachigen Bibelübersetzung von 1863 in der Grantha-Schrift

Die Grantha-Schrift (von Sanskrit ग्रन्थ grantha „Buch“ oder „Manuskript“) gehört zum südlichen Zweig der indischen Schriften. Wie die meisten indischen Schriften stammt sie von der Brahmi-Schrift ab. Die Grantha-Schrift lässt sich epigraphisch ab dem 6. Jahrhundert nachweisen und war lange die vorherrschende Schrift in Südindien. Die heutige Malayalam-Schrift stammt von der Grantha-Schrift ab und entwickelte sich im 12. Jahrhundert zu einer eigenständigen Schrift. Auch die Tamil-Schrift wurde in ihrer Entwicklung stark von der Grantha-Schrift beeinflusst. Bis ins frühe 20. Jahrhundert war die Grantha-Schrift diejenige Schrift, in der in den tamilischen Gebieten im Süden Indiens (Tamil Nadu) und in Sri Lanka Sanskrit geschrieben wurde. In dieser Funktion wird sie bisweilen noch heute benutzt.

## Textbeispiele
Der Grantha-Text ist jeweils lateinisch (ISO 15919) und in Devanagari transliteriert.
Im Juni 2014 wurde die Schrift im Standard Unicode 7.0 als Unicodeblock Grantha (U+11300–U+1137F) aufgenommen.

### Beispiel 1
Aus dem Kumarasambhavam von Kalidasa
अस्त्युत्तरस्यां दिशि देवतात्मा हिमालयो नाम नगाधिराजः।
पूर्वापरौ तोयनिधी वगाह्य स्थितः पृथिव्या इव मानदण्डः ॥

### Beispiel 2
Wiedergabe des Faksimiles am Anfang dieses Artikels (Joh 3,16 )
यत ईश्वरो जगतीत्थं प्रेम चकार यन्निजमेकजातं पुत्रं ददौ तस्मिन् विश्वासी सर्वमनुष्यो यथा न विनश्यानन्तं जीवनं लप्स्यते।

## Besonderheiten
Die Grantha-Schrift ist eine Abugida. Sie gehört zum indischen Schriftenkreis. Näheres zur Typologie indischer Schriften und zur alphabetischen Anordnung siehe unter Indischer Schriftenkreis.

## Grantha-Alphabet

### Virama undVokaldiakritika
Wie andere Abugidas haben die Konsonantenzeichen den inhärenten Vokal /a/. Seine Abwesenheit wird graphisch mit Virama (Halant) markiert:
Für andere Vokale werden Vokaldiakritika wie folgt benutzt:
Gelegentlich finden sich Ligaturen von Konsonanten mit Vokaldiakritika, z. B.:
Bei einigen Konsonanten kommen Sonderzeichen für die vokallose Form vor:

## Konsonantenligaturen
Grantha bildet zwei Typen von Konsonantenligaturen. Der nordindische Typ wird durch Verschmelzen von zwei oder mehr Konsonanten gebildet analog den meisten nordindischen Schriften wie z. B. Devanagari. Beim südindischen Typ werden die Konsonanten übereinander angeordnet wie in den Schriften für Kannada und Telugu (und teilweise auch Malayalam und das indoarische Oriya).

### Ligaturen vom südindischen Typ
Ihre Komponenten sind leicht zu erkennen. Daher werden hier nur wenige Beispiele gegeben:

### Sonderformen für〈ya〉und〈ra〉
〈ya〉und 〈ra〉am Ende eines Konsonantenclusters werden zu  und .
〈ra〉am Anfang einer Ligatur wird zu  („Reph“) und wie in anderen indischen Schriften ans Ende der Schreibsilbe verschoben (siehe unter Indischer Schriftenkreis):

## Grantha-Ziffern
Die Grantha-Ziffern sind identisch mit den alten Tamil-Ziffern.

## Vergleich von Grantha mit verwandten Schriften
Aus der Grantha-Schrift haben sich die Schriften für Malayalam, Singhalesisch und Tamil entwickelt.

### Vokale
Anmerkung: Wie in Devanagari stehen in der Grantha-Schrift〈e〉und〈o〉für [eː] und [oː]. Ursprünglich wurde auch im Malayalam und Tamil nicht zwischen langem und kurzem〈o〉und〈o〉unterschieden, obwohl beide Sprachen die Phoneme /e/ /eː/ und /o/ /oː/ besitzen. Die Einführung zusätzlicher Zeichen für /eː/ und /oː/ geht auf den italienischen Missionar Constanzo Beschi (1680–1747).

### Konsonanten
Die Tamil-Zeichen ஜ ஶ ஷ ஸ ஹ werden auch „Grantha-Buchstaben“ genannt, da sie zur Wiedergabe von Sanskrit-Wörtern aus der Grantha-Schrift in die Tamil-Schrift übernommen wurden. Die Zeichen ழ ற ன und die zugehörigen Laute kommen nur in dravidischen Sprachen vor.